# Erastria sphaeromacharia
Erastria sphaeromacharia är en fjärilsart som beskrevs av Harvey 1875. Erastria sphaeromacharia ingår i släktet Erastria och familjen mätare. Inga underarter finns listade i Catalogue of Life.